# سيلفي ميس
سيلفي فرانسواز ميس (بالهولندية: Sylvie Françoise Meis) هي إعلامية وعارضة أزياء هولندية مشهورة في ألمانيا ولدت في يوم 13 أبريل 1978 في مدينة بريدا في هولندا، ميس هي زوجة لاعب كرة القدم الهولندي رافاييل فان در فارت من 2005 إلى 2013، والدها ينحدر من أصل إندونيسي ووالدتها من أصل بلجيكي.

## روابط خارجية
- سيلفي ميس على موقع IMDb (الإنجليزية)
- سيلفي ميس على موقع ألو سيني (الفرنسية)
- سيلفي ميس على موقع قاعدة بيانات الفيلم (الإنجليزية)
- سيلفي ميس على موقع كينوبويسك (الروسية)
- سيلفي ميس على موقع دليل عارضات الأزياء (الإنجليزية)